# Minapis nigra
Minapis nigra is een vliesvleugelig insect uit de familie Tanaostigmatidae. De wetenschappelijke naam is voor het eerst geldig gepubliceerd in 1916 door Brèthes.